# Dan Sykes
Daniel „Dan“ Sykes (* 22. September 1984 in Mesa, Arizona) ist ein US-amerikanischer Schauspieler.

## Leben
Sykes wurde am 22. September 1984 in Mesa geboren. Seine akademische Ausbildung erhielt er an der University of North Carolina School of the Arts und erhielt praktische Erfahrung in Improvisationstheater bei The Groundlings. Für seine Rolle im Theaterstück The Paris Letter erhielt er eine Auszeichnung als bester Nebendarsteller der Stage Scene LA und eine Nominierung für den Broadway World Award für dieselbe Rolle.
Seit 2006 ist Sykes auch als Fernseh- und Filmschauspieler tätig. Nach Episodenrollen in den Fernsehserien Mind of Mencia und Passions war er 2009 in der Filmkomödie 18-Year-Old-Virgin in der Rolle des Jeremy zu sehen. Im selben Jahr spielte er in mehreren Kurzfilmen der Lost Tales from Camp Blood-Reihe mit und war in einer Episode der Fernsehserie Die Zauberer vom Waverly Place zu sehen. Weitere Fernsehserienauftritte hatte er in den folgenden Jahren in A God Named Pablo, Homes of Horror und Deadly Sins – Du sollst nicht töten. 2019 spielte er die männliche Hauptrolle des Jed im Kurzfilm Chicken, der am 6. September 2019 auf dem Austin Revolution Film Festival gezeigt wurde.

## Filmografie (Auswahl)
- 2006: Mind of Mencia (Fernsehserie, Episode 2x11)
- 2006: Tales from the Grudge (Kurzfilm)
- 2007: Passions (Fernsehserie, Episode 1x1967)
- 2009: 18-Year-Old-Virgin
- 2009: Lost Tales from Camp Blood: Part 2 (Kurzfilm)
- 2009: Lost Tales from Camp Blood: Part 3 (Kurzfilm)
- 2009: Lost Tales from Camp Blood: Part 4 (Kurzfilm)
- 2009: Lost Tales from Camp Blood: Part 5 (Kurzfilm)
- 2009: Lost Tales from Camp Blood: Part 6 (Kurzfilm)
- 2009: Die Zauberer vom Waverly Place (Wizards of Waverly Place, Fernsehserie, Episode 2x29)
- 2009: Lost Tales from Camp Blood: The Director’s Cut (Kurzfilm)
- 2013: A God Named Pablo (Fernsehserie, Episode 2x06)
- 2015: Homes of Horror (Fernsehserie, Episode 3x18)
- 2016: Deadly Sins – Du sollst nicht töten (Deadly Sins, Fernsehdokuserie, Episode 5x00)
- 2018: Chromo46 (Kurzfilm)
- 2018: Angel (Kurzfilm)
- 2019: Lift
- 2019: Chicken (Kurzfilm)
- 2020: Who Wants Dessert? (Kurzfilm)

## Theater (Auswahl)
- Ethel Sings, Walkerspace Theatre, NYC
- The Paris Letter, Group Rep Theatre/Jules Aaron
- Cobb, Group Rep Theatre/Gregg Daniel
- Amadeus, Rep East Playhouse/Ovington Ow
- Equus, Nearly Naked Theatre/Damon Der
- Of Mice and Men, Rep East Playhouse/Ovington Ow
- SubUrbia, Pullman Lane/April Shih
- Rabbit Hole, Sitham Theatre/Nate Mathis
- Merchant of Venice, PortersHellsgate/Thomas Bigley
- Loves Labours Lost, PortersHellsgate/C. Pasternak
- Julius Caesar, SWShakespeare/Jared Sakren
- Midsummer Nights Dream, Shakespeare on the River
- La Bete, Dobson Theatre Company